# Puigmal
Der Puigmal bzw. Puigmal d’Er ist ein Berg in den Ostpyrenäen, an der Grenze zwischen Frankreich und Spanien. Der Puigmal ist kein auffälliger oder besonders charakteristischer Berg. Dennoch führt die beliebteste Gipfeltour aus dem Vall de Núria auf den Puigmal, den dort höchsten Berg, der dem Wanderer eine traumhafte Aussicht bietet.

## Routen
Von französischer Seite sowie von spanischer Seite führen mittelschwere Wander- und Skitouren auf den Gipfel:
- Sanktuarium im Vall de Núria (1.967 m) – Puigmal: 2,5 Gehstunden
- Fontalba – Puigmal
- Les Planes – Puigmal

Auf französischer Seite befindet sich das Skigebiet Cerdagne Puigmal 2900.

## Weitere Bilder

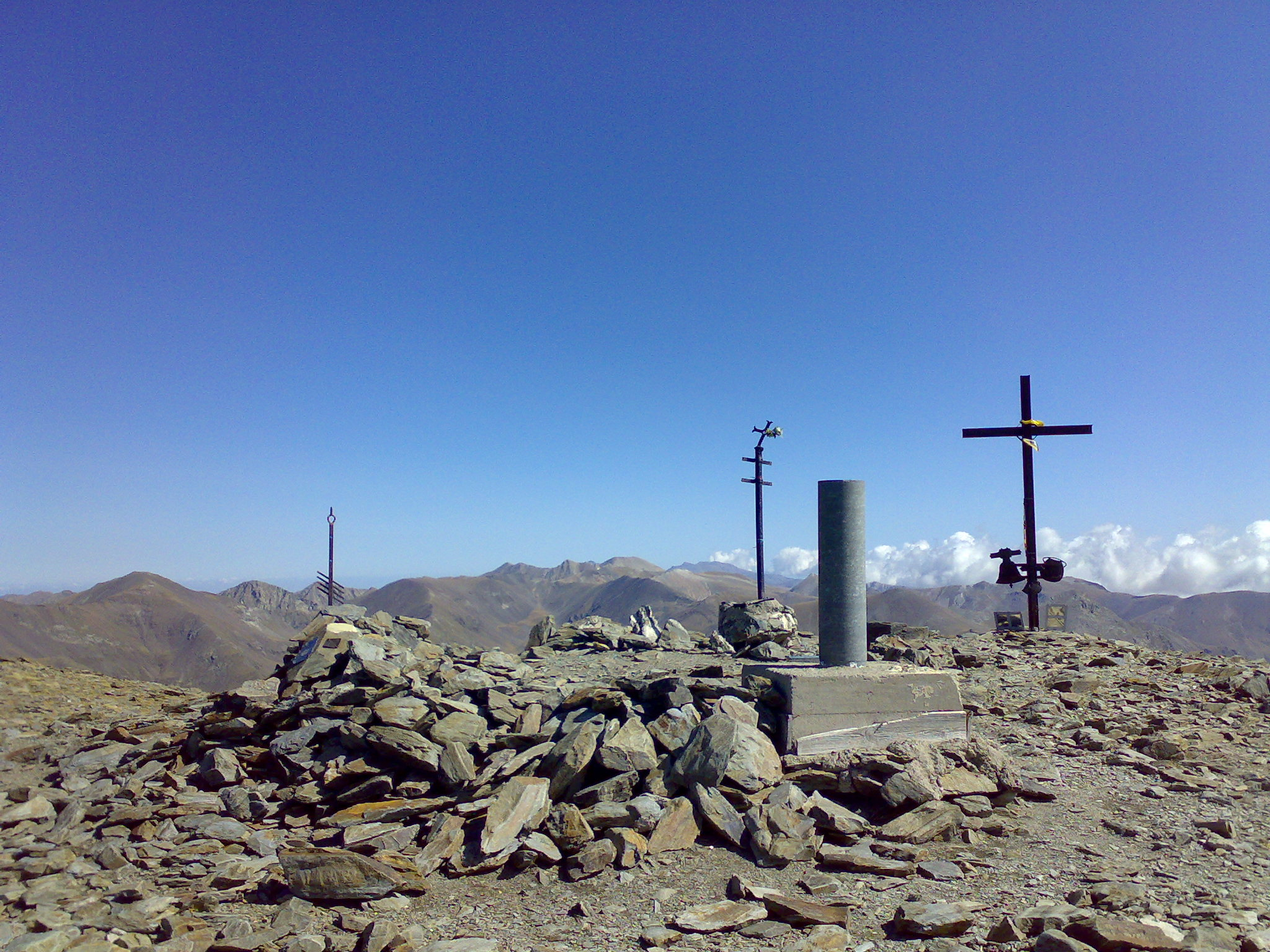
Der Puigmal-Gipfel
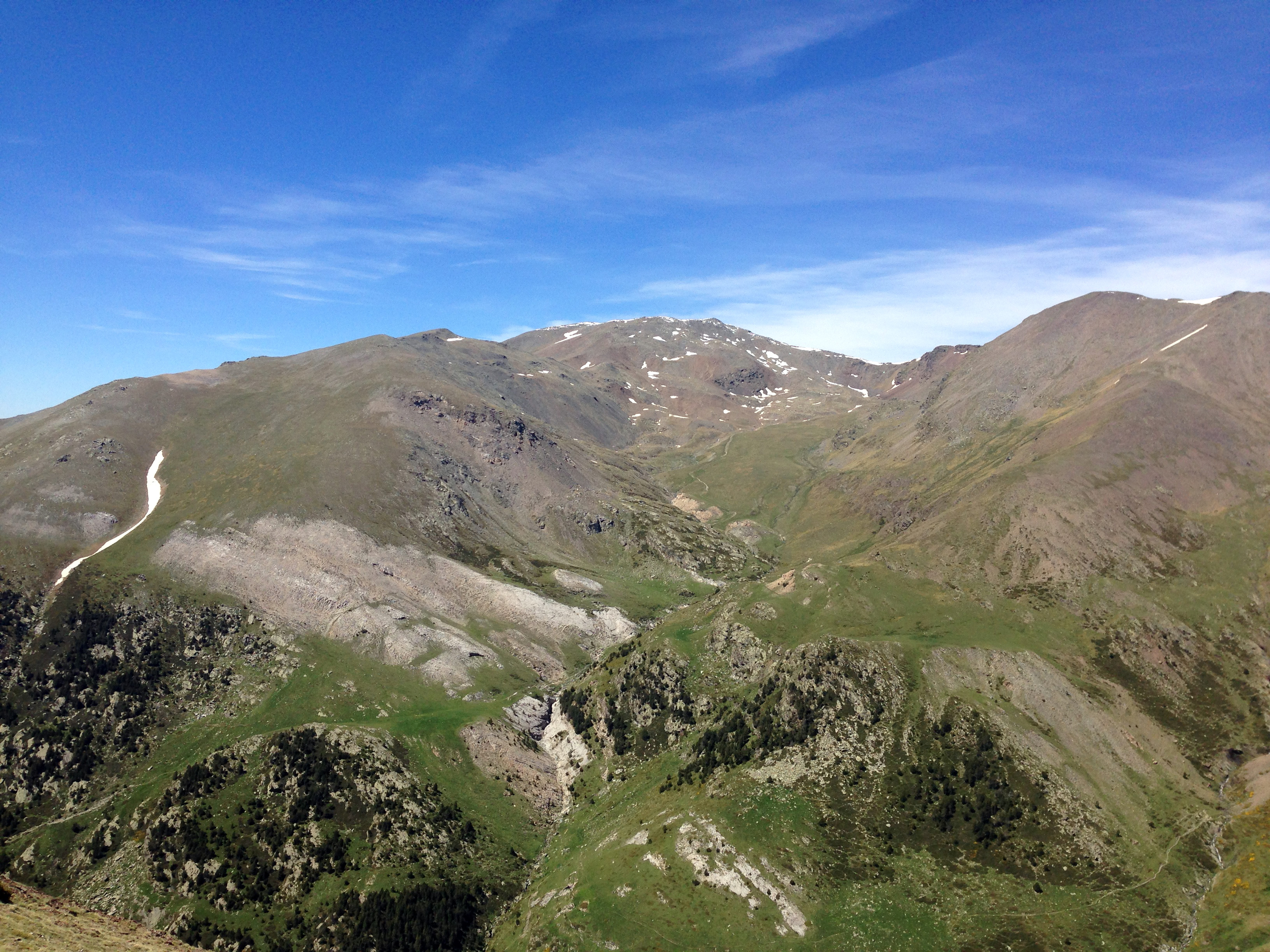
Der Puigmal von Osten gesehen
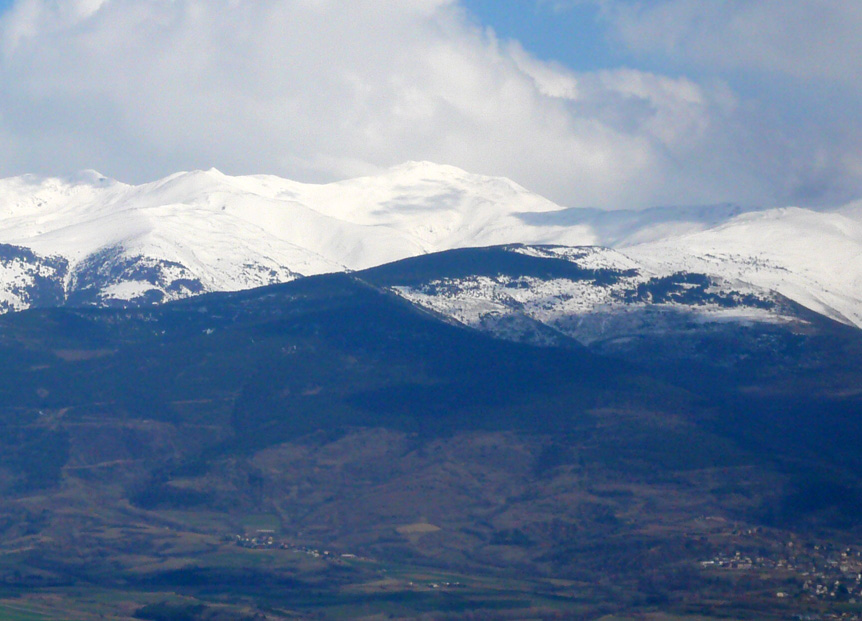
Der Puigmal von Guils de Cerdaña gesehen